# بارسام سیمونیان
بارسام هونانی سیمونیان (ارمنی: Պարսամ Հունանի Սիմոնյան؛ زاده ۱۹۱۱ - درگذشته ۱۹۸۵) نقاش اهل ارمنستان بود

## زندگی‌نامه
وی در ۱۹۱۱ در واغارشاپات به دنیا آمد و از آکادمی امپریال هنر (۱۹۳۵) فارغ‌التحصیل گشت. وی عضو اتحادیه نقاشان اتحاد شوروی (۱۹۳۹) و اتحادیه نقاشان ارمنستان (۱۹۳۶) بود. وی همچنین برنده جوایزی همچون مدال دفاع از قفقاز، مدال دفاع از استالینگراد، مدال شجاعت و چهره هنری شایسته ارمنستان شوروی (۱۹۷۰) شد. وی در ۱۹۸۵ در سن ۷۴ سالگی درگذشت.

## یادداشت
1. ↑  Վարդան Սիմոնյանի